# Harveya squamosa
Harveya squamosa är en snyltrotsväxtart som först beskrevs av Carl Peter Thunberg, och fick sitt nu gällande namn av Ernst Gottlieb von Steudel. Harveya squamosa ingår i släktet Harveya och familjen snyltrotsväxter. Inga underarter finns listade i Catalogue of Life.